# Selva de tierras bajas de Santo Tomé, Príncipe y Annobón
La selva de tierras bajas de Santo Tomé, Príncipe y Annobón es una ecorregión de la ecozona afrotropical, definida por WWF, que cubre las islas de Santo Tomé y Príncipe, así como la de Annobón, perteneciente a Guinea Ecuatorial. 
Forma, junto con las ecorregiones de selva costera del Cross-Sanaga y Bioko y selva costera ecuatorial atlántica, la región denominada selva costera del Congo, incluida en la lista Global 200.

## Descripción
Es una ecorregión de selva lluviosa que ocupa una extensión de 981 kilómetros cuadrados. Se trata de tres islas volcánicas que forman parte de la dorsal del Camerún, que abarca, además de estas islas, Bioko y la cordillera de Camerún. Son islas montañosas; Santo Tomé alcanza una altitud de 2024 m s. n. m., Príncipe, 948 m s. n. m. y Annobón, 695 m s. n. m.

## Flora
La vegetación natural de estas islas consistía en selva húmeda de tierras bajas, que se hacía más seca en las zonas menos expuestas a los vientos dominantes. En las cumbres hay selva montana, con plantas típicas de la flora afromontana, como la conífera podocarpácea Afrocarpus mannii de las alturas de Santo Tomé.

## Endemismos
Entre las plantas, hay 95 especies y un género endémicos en Santo Tomé, 37 especies endémicas en Príncipe, y 20 en Annobón. Sólo 16 de las plantas endémicas de la ecorregión se encuentran en varias islas. Destacan las rubiáceas, las euforbiáceas y las orquídeas, además de las begonias, entre las que se encuentran algunos ejemplos de gigantismo insular, como Begonia crateris y Begonia baccata
Las aves endémicas son numerosas:
- Alcaudón de Santo Tomé (Lanius newtoni), en Santo Tomé
- autillo de Santo Tomé (Otus hartlaubi)
- charlatán de Dohrn (Horizorhinus dohrni), en Príncipe
- espeiropo de la isla Príncipe (Speirops leucophoeus)
- estornino brillante real (Lamprotornis ornatus), en Príncipe
- ibis de Santo Tomé (Bostrychia bocagei)
- martín pescador de Santo Tomé (Alcedo thomensis)
- martín pescador de Príncipe (Alcedo nais)
- monarca de Santo Tomé (Terpsiphone atrochalybeia)
- monarca de Annobón (Terpsiphone smithii)
- nectarina de Santo Tomé (Dreptes thomensis)
- nectarina de Príncipe (Anabathmis hartlaubii)
- nectarina de Newton (Anabathmis newtonii), en Santo Tomé
- ojiblanco de Príncipe (Zosterops ficedulinus), en Santo Tomé y Príncipe
- ojiblanco de Annobón (Zosterops griseovirescens), en las tres islas
- oropéndola de Santo Tomé (Oriolus crassirostris)
- paloma de Santo Tomé (Columba thomensis)
- paloma sencilla (Columba simplex), en Santo Tomé
- paloma de Malherbe (Columba malherbii), en las tres islas
- picolargo de Bocage (Amaurocichla bocagii), en Santo Tomé y Príncipe
- pinzón tejedor de Santo Tomé (Neospiza concolor)
- prinia de Santo Tomé (Prinia molleri)
- serín de Príncipe (Serinus rufobrunneus), en Santo Tomé y Príncipe
- tejedor de Santo Tomé (Ploceus sanctithomae)
- tejedor de Príncipe (Ploceus princeps)
- vencejo de Santo Tomé (Zoonavena thomensis), en Santo Tomé y Príncipe
- vinago de Santo Tomé (Treron sanctithomae)
- zorzal de Príncipe (Turdus xanthorhynchus)
- zorzal de Santo Tomé (Turdus olivaceofuscus)

Entre los escasos mamíferos indígenas hay tres especies endémicas: la musaraña de Santo Tomé (Crocidura thomensis) y dos murciélagos, Myonycteris brachycephala, el único mamífero con fórmula dental asimétrica, y Chaerephon tomensis, descubierto a finales del siglo XX.
De las 24 especies de reptiles presentes, sólo 6 no son endémicas, y es posible que hayan sido introducidas por el hombre.
Hay un gran número de endemismos en varios grupos de invertebrados, como los lepidópteros y los gasterópodos terrestres.

## Estado de conservación
Vulnerable. Muchas de las especies endémicas están amenazadas de extinción debido a sus pequeñas poblaciones y a la introducción de especies foráneas.
La principal amenaza es la agricultura. Se estima que sólo quedan 240 km² de selva primaria en Santo Tomé, y 40 km² en Príncipe, aunque en grandes áreas se está regenerando selva secundaria.

## Protección
En Santo Tomé y Príncipe se encuentra el parque nacional de Ôbo. La isla de Annobón está protegida en su totalidad.